# Асторія (річка)
Асторія — коротка річка в національному парку Джаспер, Альберта, Канада. Це верхня притока річки Атабаска.
Асторія утворюється в долині Тонквін, збираючи талу воду з льодовика Фрейзер, Рампартс, гори Еребус, гори Клітеро та гори Олдхорн.
Річка Асторія, а також сусідній перевал Асторія, названі на честь Джона Джейкоба Астора. Торговці хутром Американської хутрової компанії, що належить Астору, подорожували на схід через перевал Атабаска з форту Асторія, що в гирлі річки Колумбія.

## Притоки
- Ереміт-Крік
- Кампус Крік
- Зелений струмок